# Головна Запань
Головна Запань (рос. Главная Запань) — присілок у Волховському районі Ленінградської області Російської Федерації.
Населення становить 76 осіб. Належить до муніципального утворення Паське сільське поселення.

## Історія
Згідно із законом № 56-оз від 6 вересня 2004 року належить до муніципального утворення Паське сільське поселення.

## Населення
| 1997 | 2007 | 2010 | 2012 | 2017 |
| ---- | ---- | ---- | ---- | ---- |
| 161  | ↘122 | ↘109 | ↘100 | ↘76  |